# Zangji yidian congshu
Zangji yidian congshu (chinesisch 藏籍译典丛书) ist eine chinesische tibetologische Buchreihe (congshu) mit ins Chinesische übersetzten bedeutenden historiographischen Werken aus der tibetischen Geschichte. Die in jüngerer Zeit erschienene Übersetzungreihe klassischer tibetischer Werke erschien im Nationalitätenverlag Qinghai (Qinghai People's Publishing House). Sie umfasst über 10 Bände (auch im Doppelband), darunter befinden sich unter anderem sich die Werke  Geschichte der Familie Lang,  Chronik des Butön, Geschichte der Jonang-Schule, Ursprung und Entwicklung des Buddhismus im Han-Gebiet, Politik- und Religionsgeschichte von Amdo. Verschiedene namhafte Tibetologen haben an der Übersetzung und Kommentierung mitgewirkt.
Die folgende Übersicht erhebt keinen Anspruch auf Aktualität oder Vollständigkeit. Sie liefert Angaben zu Verfassern, Titeln, Erscheinungsjahr und weitere Angaben. Die den chinesischen Titeln vorangestellten Bezeichnungen sind an denen der Tibetologie orientiert.

## Bände
- De'u Jose (lde'u jo sras) (1085–1171): De'u Chöchung 弟吴宗教源流. 弟吴贤者 / 阿贵 译注- 2021

- Desi Sanggye Gyatsho (sde srid sangs rgyas rgya mtsho) (1653–1705) Gelber Beryll 格鲁派教法史 : 黄琉璃 (清) 第斯·桑结嘉措 / 索南才让 译注  2021

- Guge Penchen Dragpa Gyeltshen (Guge pandita grags pa royal mtshan) (1415–1486): Wang tong ri yue bao chuan   王统日月宝串 : 了解古格王朝必读 [明]古格班智达·扎巴坚赞 / 巴尔卡·阿贵 译注 2020

- Tai Situ Changchub Gyeltshen (ta'i si tu byang chub rgyal mtshan) (1302–1364): Geschichte der Familie Lang (rlangs kyi po ti bse ru rgyas pa) 朗氏家族史. [元]大司徒·绛求坚赞 / 赞拉·阿旺、佘万治 .  2020

- Sakya Sönam Gyeltshen (rgyal rabs gsal ba'i me long) (1312–1375): Heller Spiegel der Genealogie der Könige (rgyal rabs gsal ba'i me long). 王统世系明鉴 [元]萨迦·索南坚赞 / 陈庆英、仁庆扎西 译注. 2020

- Gönpokyab (mgon po skyabs) (18. Jhd.): Ursprung und Entwicklung des Buddhismus im Han-Gebiet (rgya nag chos 'byung) 汉区佛教源流记 (清) 贡布嘉 / 罗桑旦增 译注. 2020

- Butön Rinchen Drub (bu ston rin chen grub) (1290–1364) : Chronik des Butön 布顿佛教史. 布顿 / 蒲文成. 2017

- Ngawang Lodrö Dragpa (ngag dbang blo gros grags pa) (1920–1975): Geschichte der Jonang-Schule (jo nang pa'i chos 'byung) 觉囊派教法史. 阿旺洛追扎巴. 2017

- Dragönpa Könchog Tenpa Rabgye (brag dgon pa dkon mchog bstan pa rab rgyas) (1801–1866): Politik- und Religionsgeschichte von Amdo (mdo smad chos 'byung) 安多政教史  安多政教史. 智观巴贡却乎丹巴饶吉 / 吴均、毛继祖、马世林. 2017

- Tagtshang Dzongpa Peljor Sangpo (sTag tshang rdzong pa dPal ‘byor bzang po) alias Śrībhūtibhadra (15. Jhd.): Archive von China und Tibet (rgya bod yig tshang mkhas pa'i dga' byed, kurz: rgya bod yig tshang, auch: rGya bod yig tshang chen mo) 汉藏史集. 达仓宗巴班觉桑布- 2016

- Pawo Tsuglag Threngwa (dpa' bo gTsug lag phreng ba) (um 1504–um 1566): Chronik des Pawo Tsuglag Threngwa oder Freudenfest der Gelehrten (chos 'byung mkhas pa'i dga' ston) 贤者喜宴 (2 Bände). [明]巴卧·祖拉陈瓦 / 黄灏、周润年. 噶玛岗仓史・吐蕃史